# Acanalonia viequensis
Acanalonia viequensis är en insektsart som beskrevs av Caldwell och Martorell 1951. Acanalonia viequensis ingår i släktet Acanalonia och familjen Acanaloniidae. Inga underarter finns listade i Catalogue of Life.